# 앨프리드 테니슨 경
제1대 테니슨 남작 앨프리드 테니슨(영어: Alfred Tennyson, 1st Baron Tennyson, FRS, 1809년 8월 6일 ~ 1892년 10월 6일)은 영국의 시인으로, 빅토리아 시대의 계관시인이다. 아름다운 조사와 운율을 담은 작품들로 세계적으로 사랑받았다.

## 생애
링컨셔주 서머스비에서 목사의 아들로, 12 형제 중 넷째로 태어났다. 아버지 조지 클레이턴 테니슨(1778 ~ 1831)은 서머스비 교구의 목사였다.
테니슨은 라우스 그래머 스쿨(Louth Grammar School)에서 1816년부터 1820년까지 공부했고, 스카이트클리프 스쿨(Scaitcliffe School)과 에드워드 6세 그래머 스쿨(Englefield Green and King Edward VI Grammar School)을 거쳐 1827년 케임브리지 대학교 트리니티 칼리지에 입학했다. 테니슨은 대학에서 "케임브리지 사도들"이라는 비밀 단체에 가입했으며, 아서 헨리 핼럼(Arthur Henry Hallam)을 만났다. 아서 헨리 핼럼은 테니슨의 절친한 친구가 되었다.
그의 첫 번째 시집은 모음집이었는데, 1827년 형 찰스와 함께 시집 《Poems by Two Brothers》를 간행하였고, 1830년 홀로 발간한 시집 《Poems Chiefly Lyrical》에서는 존 키츠의 영향을 보여 주고 있다. 이어 1833년 《샬롯의 숙녀》 (The Lady of Shalott)를 발표했다가 혹독한 비평을 받고, 10년간 침묵한다. 1832년에 아서 헨리 핼럼과 대륙을 여행하였지만, 그 이듬해 핼럼이 급사하자 강한 충격을 받고 그를 애도한 시집 《AHH를 추모하며》(In Memoriam A.H.H.)를 쓰기 시작하여 1849년 완성했다. 친구의 죽음과 진화론에 흔들리는 믿음을 담은 시로, 서시에는 찬미 275번에 "하느님의 아들, 변하지 않는 사랑"을 수록했다.
1842년 시집 《Poems》를 발간했으며, 1847년 서사시 《공주》(The Princess)를 발표했다. 1850년 윌리엄 워즈워스의 후임으로 계관시인이 되었으며, 에밀리 셀우드(Emily Sellwood)와 결혼했다. 《모드》 (Maud, 1855년), 1859년 ~ 1864년에 걸쳐 아서왕 전설을 탐구한 《왕의 목가》, 불쌍한 뱃사람의 서사시 《이노크 아든》(Enoch Arden, 1864년), 《60년 후 락슬리 홀》(Locksley Hall Sixty Years After, 1886년), 단편 시 《모래톱을 넘어》 (Crossing the Bar, 1889년)는 그의 대표적인 시로 사랑을 받았다.
1892년에 사망하였고, 웨스트민스터 사원에 안장되었다. 장례식에서는 "거룩하고 거룩하시다"가 연주되었다. 차남 핼럼(제2대 오스트레일리아 총독)이 작위를 계승했다. 현재 테니슨 남작 작위는 6대째 데이비드 테니슨(1960년생)이 상속하고 있다.

## 작품
- Poems, Chiefly Lyrical (1830):
  - 죽어가는 백조 (The Dying Swan)
  - 크라켄 (The Kraken)
  - 마리아나 (Mariana)
- 《시집》 Poems (1832):
  - 락슬리 홀 (Locksley Hall)
  - 티토너스 (Tithonus)
  - 죄악의 환영(Vision of Sin)
  - 두 목소리 (The Two Voices) (1834)
  - 율리시즈("Ulysses") (1833)
- 《공주》 The Princess (1847)
  - 눈물이, 부질없는 눈물이 (Tears, Idle Tears)
- 《인 메모리엄AHH》 In Memoriam A.H.H. (1849)
- 《종을 크게 울려라》 (Ring Out, Wild Bells) (1850)
- 《독수리》 The Eagle (1851)
- 《누이의 부끄러움》 The Sister’s Shame
- The Charge of the Light Brigade (1854) - 테니슨이 이것을 읽은 초기 기록이 존재한다.
- 《모드》 Maud (1855/1856)
- 《이노크 아든》 Enoch Arden (1862/1864)
- 《갈라진 벽에 핀 꽃》 Flower in the crannied wall (1869)
- 《창》 The Window - 아서 설리빈이 노래로 만듦 (1871)
- 《해롤드》 Harold (1876) - 해롤드왕의 부활에 관심을 두기 시작
- Idylls of the King (composed 1833-1874)
- 《락슬리 홀 60년 후》 Locksley Hall Sixty Years After (1886)
- 《모래톱을 넘어서》 Crossing the Bar (1889)
- 《숲지기》 The Foresters - 오서 설리번(Arthur Sullivan)이 1891년 음악을 담당한 연극
- Now Sleeps the Crimson Petal - 영화 허영의 도시(Vanity Fair) 서 마이클 다나(Mychael Danna)가 편곡한 노래로 나온다.
- 《카피올라니》 Kapiolani (그의 사후 핼럼 테니슨에 의해 출간)

## 서훈
- 1884년 남작 서임(1st Baron Tennyson)

## 같이 보기
- 영국 문학
- 계관시인